# Scottish League Cup 2024-2025
La Scottish League Cup 2024-2025, conosciuta anche come Premier Sports Cup per motivi di sponsorizzazione, è stata la 79ª edizione della seconda più prestigiosa competizione ad eliminazione diretta della Scozia; è iniziata il 13 luglio 2024 e terminata il 15 dicembre 2024. 
Il Celtic ha conquistato il trofeo per la ventiduesima volta nella sua storia.

## Formula
La formula della competizione prevede tre turni ad eliminazione diretta e la finale, successivi ad una prima fase, con 8 gironi all'italiana da 5 squadre; come nella scorsa edizione, in questa stagione la fase a gironi non è stata regionalizzata.. Ogni squadra affronta le altre una sola volta, per un totale di 4 incontri. Si qualificano per la fase successiva le 8 squadre prime classificate e le 3 migliori seconde classificate, cui si uniscono le 5 squadre qualificate per le competizioni UEFA. Gli incontri a eliminazione diretta si svolgono in partite di sola andata, in caso di parità si procede con i tempi supplementari ed eventualmente i tiri di rigore.

### Attribuzione del punto supplementare
Nella fase a gironi, in caso di parità al termine dei tempi regolamentari, verranno battuti i tiri di rigore: a ciascuna squadra viene comunque attribuito un punto, ma alla squadra che vincerà ai tiri di rigore verrà assegnato un ulteriore punto.

## Calendario
| Turno            | Date                 |
| ---------------- | -------------------- |
| Fase a gironi    | 13-28 luglio 2024    |
| 2º turno         | 17-18 agosto 2024    |
| Quarti di finale | 20-22 settembre 2024 |
| Semifinali       | 2-3 novembre 2024    |
| Finale           | 15 dicembre 2024     |

## Fase a gironi
Il sorteggio della fase a gironi si è svolto il 29 maggio 2024 ad Hampden Park in diretta sul canale YouTube SFPL.

### Girone A
| Squadra            | Pti | G | V | NV | NP | P | GF | GS | DR  |
| ------------------ | --- | - | - | -- | -- | - | -- | -- | --- |
| Aberdeen           | 12  | 4 | 4 | 0  | 0  | 0 | 15 | 1  | +14 |
| Airdrieonians      | 9   | 4 | 3 | 0  | 0  | 1 | 15 | 5  | +10 |
| Queen of the South | 6   | 4 | 2 | 0  | 0  | 2 | 5  | 6  | -1  |
| East Kilbride      | 2   | 4 | 0 | 1  | 0  | 3 | 2  | 16 | -14 |
| Dumbarton          | 1   | 4 | 0 | 0  | 1  | 3 | 4  | 13 | -9  |

|                    | ABE   | AIR   | QUE   | EKB             | DUM   |
| Aberdeen           |       | 2 - 1 |       |                 | 6 - 0 |
| Airdrieonians      |       |       | 2 - 0 | 8 - 0           |       |
| Queen of the South | 0 - 3 |       |       |                 | 2 - 0 |
| East Kilbride      | 0 - 4 |       | 1 - 3 |                 |       |
| Dumbarton          |       | 3 - 4 |       | 1 - 1 (2-4 dtr) |       |

### Girone B
| Squadra        | Pti | G | V | NV | NP | P | GF | GS | DR  |
| -------------- | --- | - | - | -- | -- | - | -- | -- | --- |
| Falkirk        | 9   | 4 | 3 | 0  | 0  | 1 | 11 | 2  | +9  |
| Dundee Utd     | 9   | 4 | 3 | 0  | 0  | 1 | 10 | 5  | +5  |
| Ayr Utd        | 9   | 4 | 3 | 0  | 0  | 1 | 9  | 5  | +4  |
| Stenhousemuir  | 3   | 4 | 1 | 0  | 0  | 3 | 5  | 11 | -6  |
| Buckie Thistle | 0   | 4 | 0 | 0  | 0  | 4 | 5  | 17 | -12 |

|                | FAL   | DUN   | AYR   | STE   | BUC   |
| Falkirk        |       | 2 - 0 | 4 - 0 |       |       |
| Dundee United  |       |       | 2 - 1 | 3 - 0 |       |
| Ayr United     | 1 - 0 |       |       |       | 3 - 2 |
| Stenhousemuir  |       |       | 1 - 4 |       | 4 - 0 |
| Buckie Thistle | 1 - 5 | 2 - 5 |       |       |       |

### Girone C
| Squadra      | Pti | G | V | NV | NP | P | GF | GS | DR  |
| ------------ | --- | - | - | -- | -- | - | -- | -- | --- |
| Hibernian    | 9   | 4 | 3 | 0  | 0  | 1 | 14 | 2  | +12 |
| Queen's Park | 9   | 4 | 3 | 0  | 0  | 1 | 16 | 5  | +11 |
| Peterhead    | 6   | 4 | 2 | 0  | 0  | 2 | 5  | 11 | -6  |
| Kelty Hearts | 4   | 4 | 1 | 0  | 1  | 2 | 2  | 8  | -6  |
| Elgin City   | 2   | 4 | 0 | 1  | 0  | 3 | 3  | 14 | -11 |

|              | HIB   | QPA   | PET   | KEL             | ELG   |
| Hibernian    |       | 5 - 1 | 4 - 0 |                 |       |
| Queenʾs Park |       |       |       | 6 - 0           | 4 - 0 |
| Peterhead    |       | 0 - 5 |       |                 | 4 - 2 |
| Kelty Hearts | 1 - 0 |       | 0 - 1 |                 |       |
| Elgin City   | 0 - 5 |       |       | 1 - 1 (2-4 dtr) |       |

### Girone D
| Squadra        | Pti | G | V | NV | NP | P | GF | GS | DR  |
| -------------- | --- | - | - | -- | -- | - | -- | -- | --- |
| Dundee         | 12  | 4 | 4 | 0  | 0  | 0 | 18 | 2  | +16 |
| Annan Athletic | 7   | 4 | 2 | 0  | 1  | 1 | 7  | 5  | +2  |
| Arbroath       | 5   | 4 | 1 | 1  | 0  | 2 | 1  | 5  | -4  |
| Inverness      | 4   | 4 | 1 | 0  | 1  | 2 | 3  | 7  | -4  |
| Bonnyrigg Rose | 2   | 4 | 0 | 1  | 0  | 3 | 3  | 13 | -10 |

|                | DND   | ANN   | ARB             | ICT             | BON   |
| Dundee FC      |       | 3 - 1 |                 | 6 - 0           |       |
| Annan          |       |       | 1 - 0           | 2 - 2 (6-7 dtr) |       |
| Arbroath       | 0 - 2 | 0 - 3 |                 |                 |       |
| Inverness      |       |       | 0 - 0 (3-5 dtr) |                 | 3 - 0 |
| Bonnyrigg Rose | 1 - 7 |       | 0 - 1           |                 |       |

### Girone E
| Squadra         | Pti | G | V | NV | NP | P | GF | GS | DR |
| --------------- | --- | - | - | -- | -- | - | -- | -- | -- |
| Spartans        | 9   | 4 | 3 | 0  | 0  | 1 | 7  | 3  | +4 |
| Livingston      | 9   | 4 | 3 | 0  | 0  | 1 | 5  | 1  | +4 |
| Forfar Athletic | 6   | 4 | 2 | 0  | 0  | 2 | 5  | 3  | +2 |
| Dunfermline     | 3   | 4 | 1 | 0  | 0  | 3 | 4  | 5  | -1 |
| Cove Rangers    | 3   | 4 | 1 | 0  | 0  | 3 | 2  | 11 | -9 |

|                 | SPA   | LIV   | FOR   | DNF   | COV          |
| The Spartans    |       |       | 1 - 0 | 0 - 3 |              |
| Livingston      | 0 - 1 |       |       | 1 - 0 |              |
| Forfar Athletic |       | 0 - 2 |       |       | 3 - 0 (tav.) |
| Dunfermline     |       |       | 0 - 2 |       | 1 - 2        |
| Cove Rangers    | 0 - 5 | 0 - 2 |       |       |              |

### Girone F
| Squadra         | Pti | G | V | NV | NP | P | GF | GS | DR |
| --------------- | --- | - | - | -- | -- | - | -- | -- | -- |
| St. Johnstone   | 9   | 4 | 3 | 0  | 0  | 1 | 11 | 5  | +6 |
| Alloa Athletic  | 8   | 4 | 2 | 1  | 0  | 1 | 7  | 5  | +2 |
| East Fife       | 7   | 4 | 2 | 0  | 1  | 1 | 8  | 5  | +3 |
| Greenock Morton | 6   | 4 | 2 | 0  | 0  | 2 | 3  | 6  | -3 |
| Brechin City    | 0   | 4 | 0 | 0  | 0  | 4 | 2  | 10 | -8 |

|                 | STJ   | ALL   | EFI             | GMO   | BRE   |
| St. Johnstone   |       |       | 5 - 1           | 2 - 0 |       |
| Alloa Athletic  | 3 - 2 |       | 0 - 0 (5-3 dtr) |       |       |
| East Fife       |       |       |                 | 3 - 0 | 4 - 0 |
| Greenock Morton |       |       | 2 - 1           |       | 1 - 0 |
| Brechin City    | 1 - 2 | 1 - 3 |                 |       |       |

### Girone G
| Squadra         | Pti | G | V | NV | NP | P | GF | GS | DR  |
| --------------- | --- | - | - | -- | -- | - | -- | -- | --- |
| Motherwell      | 9   | 4 | 2 | 1  | 1  | 0 | 7  | 2  | +5  |
| Partick Thistle | 8   | 4 | 2 | 1  | 0  | 1 | 11 | 5  | +6  |
| Montrose        | 7   | 4 | 2 | 0  | 1  | 1 | 6  | 5  | +1  |
| Clyde           | 6   | 4 | 2 | 0  | 0  | 2 | 9  | 6  | +3  |
| Edinburgh       | 0   | 4 | 0 | 0  | 0  | 4 | 1  | 16 | -15 |

|                 | MOT             | PAR             | MON   | CLY   | EDI   |
| Motherwell      |                 | 0 - 0 (1-3 dtr) |       |       | 3 - 0 |
| Partick Thistle |                 |                 | 3 - 2 | 2 - 3 |       |
| Montrose        | 1 - 1 (4-5 dtr) |                 |       |       | 2 - 1 |
| Clyde           | 1 - 3           |                 | 0 - 1 |       |       |
| Edinburgh City  |                 | 0 - 6           |       | 0 - 5 |       |

### Girone H
| Squadra             | Pti | G | V | NV | NP | P | GF | GS | DR |
| ------------------- | --- | - | - | -- | -- | - | -- | -- | -- |
| Ross County         | 12  | 4 | 4 | 0  | 0  | 0 | 10 | 3  | +7 |
| Raith Rovers        | 8   | 4 | 2 | 1  | 0  | 1 | 7  | 4  | +3 |
| Hamilton Academical | 5   | 4 | 1 | 0  | 2  | 1 | 5  | 3  | +2 |
| Stirling Albion     | 4   | 4 | 0 | 2  | 0  | 2 | 2  | 8  | -6 |
| Stranraer           | 1   | 4 | 0 | 0  | 1  | 3 | 4  | 10 | -6 |

|                     | ROS   | RAI   | HAM             | STI             | STR             |
| Ross County         |       | 2 - 1 |                 | 3 - 0           |                 |
| Raith Rovers        |       |       | 1 - 1 (5-3 dtr) |                 | 2 - 1           |
| Hamilton Academical | 1 - 2 |       |                 | 0 - 0 (2-4 dtr) |                 |
| Stirling Albion     |       | 0 - 3 |                 |                 | 2 - 2 (4-2 dtr) |
| Stranraer           | 1 - 3 |       | 0 - 3           |                 |                 |

### Migliori seconde classificate
Le migliori 3 squadre seconde classificate accedono al secondo turno della competizione.
| Gru. | Squadra         | Pt | G | V | NV | NP | P | GF | GS | DR  |
| ---- | --------------- | -- | - | - | -- | -- | - | -- | -- | --- |
| C    | Queen's Park    | 9  | 4 | 3 | 0  | 0  | 1 | 16 | 5  | +11 |
| A    | Airdrieonians   | 9  | 4 | 3 | 0  | 0  | 1 | 15 | 5  | +10 |
| B    | Dundee Utd      | 9  | 4 | 3 | 0  | 0  | 1 | 10 | 5  | +5  |
| E    | Livingston      | 9  | 4 | 3 | 0  | 0  | 1 | 5  | 1  | +4  |
| G    | Partick Thistle | 8  | 4 | 2 | 1  | 0  | 1 | 11 | 5  | +6  |
| H    | Raith Rovers    | 8  | 4 | 2 | 1  | 0  | 1 | 7  | 4  | +3  |
| F    | Alloa Athletic  | 8  | 4 | 2 | 1  | 0  | 1 | 7  | 5  | +2  |
| D    | Annan Athletic  | 7  | 4 | 2 | 0  | 1  | 1 | 7  | 5  | +2  |

## Secondo Turno
Prendono parte a questo turno le prime classificate dei gironi e le tre migliori seconde. Le cinque squadre qualificate alle competizioni UEFA entrano nella competizione in questo turno. Il sorteggio è avvenuto il 28 luglio 2024.
In grassetto le squadre che entrano in questo turno.
| Teste di serie | Non teste di serie |
| -------------- | ------------------ |
| Aberdeen       | Airdrieonians      |
| Celtic         | Dundee Utd         |
| Dundee         | Falkirk            |
| Hearts         | Hibernian          |
| Kilmarnock     | Motherwell         |
| Rangers        | Queen's Park       |
| Ross County    | Spartans           |
| St. Mirren     | St. Johnstone      |

### Risultati
| Squadra 1      | Risultato   | Squadra 2     |
| -------------- | ----------- | ------------- |
| 17 agosto 2024 |             |               |
| Aberdeen       | 1 - 0       | Queen's Park  |
| Falkirk        | 2 - 0       | Hearts        |
| Dundee         | 6 - 1       | Airdrieonians |
| Spartans       | 1 - 0       | Ross County   |
| Rangers        | 2 - 0       | St. Johnstone |
| 18 agosto 2024 |             |               |
| Dundee Utd     | 1 - 0       | St. Mirren    |
| Motherwell     | 1 - 0 (dts) | Kilmarnock    |
| Celtic         | 3 - 1       | Hibernian     |

## Quarti di finale
Il sorteggio è stato effettuato il 18 agosto 2024, dopo la partita Celtic-Hibernian.
| Squadra 1         | Risultato | Squadra 2  |
| ----------------- | --------- | ---------- |
| 20 settembre 2024 |           |            |
| Motherwell        | 2 - 1     | Dundee Utd |
| 21 settembre 2024 |           |            |
| Aberdeen          | 4 - 0     | Spartans   |
| Rangers           | 3 - 0     | Dundee     |
| 22 settembre 2024 |           |            |
| Celtic            | 5 - 2     | Falkirk    |

## Semifinali
Il sorteggio è stato effettuato il 22 settembre 2024, dopo la partita Celtic-Falkirk.
| Squadra 1       | Risultato | Squadra 2 |
| --------------- | --------- | --------- |
| 2 novembre 2024 |           |           |
| Celtic          | 6 - 0     | Aberdeen  |
| 3 novembre 2024 |           |           |
| Motherwell      | 1 - 2     | Rangers   |

## Finale
| Arbitro: | Beaton |

|                                   |                      |                                      |
| Taylor 56’ Maeda 60’ Kühn 87’     | Marcatori            | 41’ Bajrami 75’ Diomande 88’ Danilo  |
| Idah McGregor Engels Hatate Maeda | Tiri di rigore 5 – 4 | Tavernier Hagi Danilo Yılmaz Butland |